# راه‌آهن تزارسکویه سلو
راه‌آهن تسارکویه‌سلو (روسی: Царскосе́льская желе́зная доро́га) اولین خط عمومی ترابری ریلی در امپراتوری روسیه بود. این خط به طول ۲۷ کیلومتر (۱۷ مایل) از سنت پترزبورگ تا پاولوفسک از کنار ایستگاه راه‌آهن تسارکویه‌سلو می‌گذشت. ساخت‌وساز از ماه مه ۱۸۳۶ آغاز شد و اولین آزمایش‌ها همان سال بین تسارکویه‌سلو و پاولوسک با قطارهای کشیده‌شده توسط اسب انجام گرفت. این خط رسماً در ۳۰ اکتبر ۱۸۳۷ افتتاح شد، زمانی که یک قطار هشت واگنه با لوکوموتیو بخار بین سنت پترزبورگ و تسارکویه‌سلو حرکت کرد. تا ساخت راه‌آهن مسکو – سنت پترزبورگ در ۱۸۵۱، این تنها خط قطار مسافربری در روسیه بود. در سال ۱۸۹۹ به راه‌آهن مسکو-ونتسپیلس-ریبینسک ادغام شد و اکنون بخشی از راه‌آهن اکتابر است.

## تاریخچه
اولین راه‌آهن‌های روسیه خطوط کوتاه و ریل باریک بودند که ابتدا از چوب و سپس فولاد پروفیل ریل برای حمل واگن‌ها و سنگ معدن در معادن رشته‌کوه اورال در قرن هجدهم استفاده می‌شد. به‌ویژه، خط نیژنی تاگیل که در ۱۸۳۳–۱۸۳۴ ساخته شد، مجهز به لوکوموتیو بخار بود و می‌توانست تعداد کمی از کارگران را به همراه بار سنگ معدن جابه‌جا کند. لوکوموتیو بخار توسط مهندسان روسی، پدر و پسر چره‌پانوف ساخته شده بود. اما طراحی آن‌ها نتواست کاربرد گسترده‌ای خارج از کارخانه‌شان پیدا کند و بیشتر تجهیزات برای راه‌آهن تسارکویه‌سلو، از جمله ریل‌ها، واگن‌ها، لوکوموتیوها و سوزن ریلها از خارج خریداری شد.
اولین راه‌آهن‌های اروپایی پتانسیل اقتصادی عظیم خود را نشان داده بودند و در اوت ۱۸۳۴، وزارت معادن روسیه مهندس اتریشی-چک فرانتس آنتون فون گرستنر را برای بررسی امکان ساخت راه‌آهن در روسیه دعوت کرد. پس از سفرهای متعددی در کشور، او در ژانویه ۱۸۳۵ گزارشی کتبی به نیکلای یکم ارائه کرد و سپس به‌طور حضوری با او ملاقات کرده و پیشنهاد ساخت راه‌آهن‌هایی بین مسکو و سنت پترزبورگ و سپس بین مسکو، کازان و نیژنی نووگورود را داد. پیشنهاد گرستنر توسط کمیسیونی به ریاست میکائیل اسپرانسکی مورد ارزیابی قرار گرفت. کمیسیون پروژه را امکان‌پذیر ارزیابی کرد و پیشنهاد ساخت یک راه‌آهن کوتاه بین سنت پترزبورگ، تسارکویه‌سلو و پاولوفسک را داد. این تصمیم با فرمان‌های امپراتوری در ۲۱ مارس و ۱۵ آوریل ۱۸۳۶ پشتیبانی شد.

## ساخت‌وساز

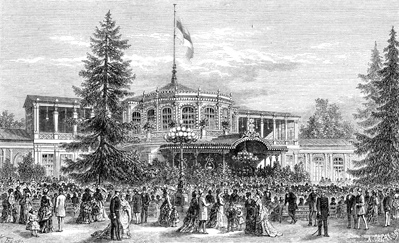
ایستگاه قطار پاولوفسک، قرن ۱۹

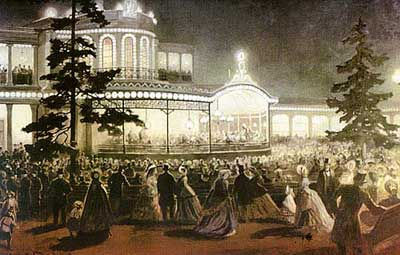
بال (مجلس رقص) در پاولوفسک در پنجاهمین سالگرد راه‌آهن تسارکویه‌سلو

ساخت و بهره‌برداری از راه‌آهن تسارکویه‌سلو توسط یک شرکت سهامی جدید که به ریاست کنت الکساندر بوبرینسکی (رئیس)، فون گرستنر و بازرگانان بندیکت کراشر و ایوان کانداد پلیت بود، مدیریت می‌شد. این شرکت حدود ۷۰۰ سهامدار در روسیه و اروپا داشت. کار ساخت‌وساز از اوایل مه ۱۸۳۶ آغاز شد و توسط ۱۷ مهندس نظارت می‌شد، که برخی از آن‌ها قبلاً در ساخت راه‌آهن در انگلستان مشغول به کار بودند. ابتدا حدود ۱۸۰۰ کارگر مشغول به کار بودند و سپس ۱۴۰۰ سرباز به آن‌ها اضافه شدند. برای ترویج راه‌آهن‌ها، ایستگاه قطار پاولوفسک به‌عنوان یک مرکز تفریحی ساخته شد. این ایستگاه به‌طور منظم میزبان جشن‌ها و مهمانی‌ها با دعوت از شخصیت‌های مشهور بود، مانند کنسرت‌های یوهان اشتراوس (پسر) و ارکستر او که هر تابستان از ۱۸۵۶ تا ۱۸۶۵ برگزار می‌شد.
این خط مستقیم بود و دارای شیب کمی به سمت سنت پترزبورگ و ۴۲ پل بود. بیشتر پل‌ها از چوب ساخته شده بودند و ۲–۴ متر (۶٫۶–۱۳٫۱ فوت) طول داشتند، با یک پل سنگی که طول آن ۲۷ متر (۸۸٫۶ فوت) بود. علاوه بر اندازه ریل 6 ft (۱٬۸۲۹ mm)، ساختار معمولی بود، با ۳٫۲ متر (۱۰٫۵ فوت) طول ریل‌بندهای چوبی که توسط ۰٫۹ متر (۲ فوت ۱۱٫۴ اینچ) از یکدیگر جدا شده بودند و بر روی لایه‌ای از سنگ‌ها و شن قرار داشتند. طول ریل‌ها ۳٫۷ متر (۱۲٫۱ فوت)، ۴٫۶ یا ۴٫۹ متر (۱۵٫۱ یا ۱۶٫۱ فوت) و وزن آن‌ها ۱۲۳ کیلوگرم بر متر (۲۴۸ پوند بر یارد)، ۱۴۵٫۴ یا ۱۵۴ کیلوگرم بر متر (۲۹۳٫۱ یا ۳۱۰٫۴ پوند بر یارد) بود. در حالی که قسمت نزدیک به تسارکویه‌سلو در ۱۸۳۶ تکمیل شده بود، لوکوموتیوهای بخار هنوز نرسیده بودند و کار نزدیک سنت پترزبورگ به دلیل مشکلات خرید زمین به تعویق افتاد.
بنابراین، برای آزمایش راه، ابتدا دو قطار دو واگنه در روزهای یکشنبه ۲۷ سپتامبر و ۴ و ۱۱ اکتبر ۱۸۳۶ توسط اسب‌ها کشیده می‌شدند. سفر تقریباً ۴ کیلومتری بین تسارکویه‌سلو و پاولوفسک ۱۵ دقیقه طول می‌کشید. آزمایش‌ها با لوکوموتیوهای بخار در نوامبر ۱۸۳۶ شروع شد و در یک بخش ۷٫۵ کیلومتر (۴٫۷ مایل) طول بین پاولوفسک و دهکده بولشویه کوزیمینو انجام شد. گرستنر این آزمایش‌ها را خود انجام داد و بیش از صد سفر در اولین هفته داشت و بیشتر درگیر اجتناب از برخورد با جمعیت کنجکاو بود که برای تماشای این پدیده آمده بودند. یکی از مسافران در یکی از این سفرها نیکولای  اول و خانواده‌اش بودند. این آزمایش‌ها نشان داد که این خط می‌تواند در زمستان‌های روسیه نیز قابل استفاده باشد و این شکاکان را از نظر عملی رد کرد.

## عملیات

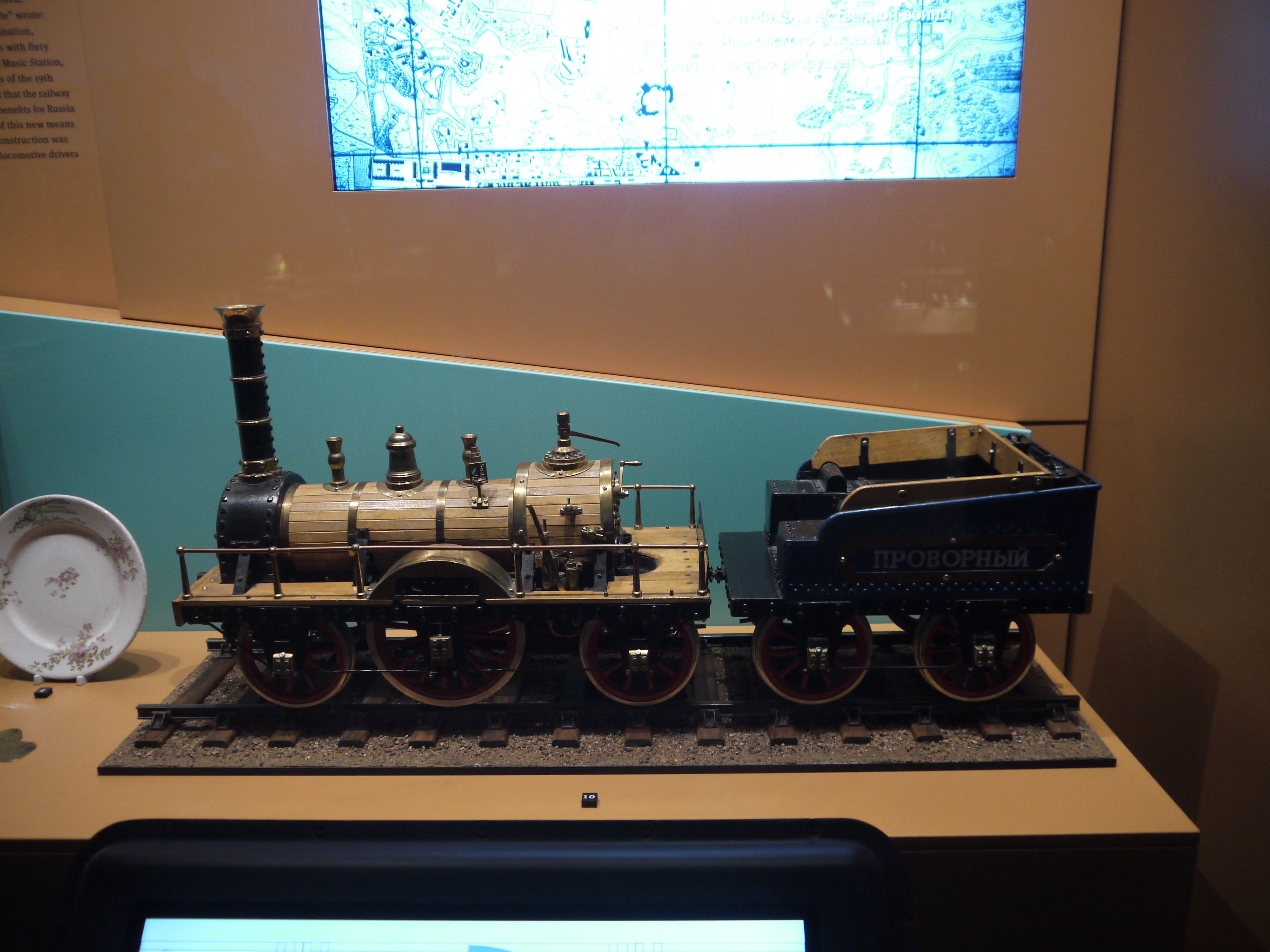
مدل نخستین لوکوموتیو مسافری اصلی روسیه، ساخته شده توسط Robert Stephenson and Company برای راه‌آهن تسارسکویه سلو. این مدل در موزه راه‌آهن روسیه نگهداری می‌شود.

اولین قطار منظم در ۳۰ اکتبر ۱۸۳۷ از سنت‌پترزبورگ حرکت کرد و در ۳۵ دقیقه به تسارسکویه سلو رسید. این قطار که شامل هشت واگن بود، توسط یک لوکوموتیو بخار کشیده می‌شد و ورود آن توسط مهمانان اشرافی زیادی از جمله نیکولای اول مشاهده شد. خدمات منظم از ژانویه ۱۸۳۸ آغاز شد. بین ژانویه و آوریل ۱۸۳۸، بیشتر قطارها توسط اسب‌ها کشیده می‌شدند و لوکوموتیوهای بخار تنها در روزهای یکشنبه و تعطیلات عمومی استفاده می‌شدند. از آوریل به بعد، نیروی اسب از بین رفت و در آن ماه تقریباً ۱۴۰۰۰ مسافر جابه‌جا شدند.
قطارها بدون توقف بین سنت‌پترزبورگ و تسارسکویه سلو حرکت می‌کردند و از ماه مه ۱۸۳۸ به پاولوفسک می‌رسیدند. ارتباطات ابتدا از طریق صدا و سوت انجام می‌شد. یک تلگراف نوری در سال ۱۸۳۸ نصب شد. این سیستم شامل تپه‌هایی بود که بین ۱ تا ۲ کیلومتر از هم فاصله داشتند و یک نگهبان در یک کلبه نزدیک آنها مستقر بود. سیگنال‌ها با بالا بردن یک، دو یا سه دیسک سیاه (در روز) یا لامپ‌های قرمز (در شب) روی تپه ارسال می‌شدند و حدود ۳۰ دقیقه طول می‌کشید تا سیگنال‌ها در طول خط منتقل شوند. تلگراف الکتریکی در ۱۸۴۵ نصب شد، اما در ۱۸۴۸ به دلیل خرابی‌های مکرر آن را از بین بردند؛ و سیستم قابل اطمینان‌تری در ۱۸۵۶ راه‌اندازی شد.
اولین سفرها بدون برنامه بودند؛ یک برنامه قطاری در ۱۵ مه ۱۸۳۸ معرفی شد، با پنج سفر در روز بین ساعت ۹ صبح و ۱۰ شب (۷ صبح تا ۱۱ شب در تابستان). قطارها به‌طور همزمان از ایستگاه‌های پایانی حرکت می‌کردند و در یک تقاطع ویژه در وسط خط یکدیگر را می‌دیدند. پس از یک تصادف رودررو میان دو قطار در ۱۱ اوت ۱۸۴۰، قطارها تنها یک طرفه در حرکت بودند. به برخی از مسافران اجازه داده می‌شد تا با کالسکه‌های کوچک خود که بر روی سکوی قطار حمل می‌شدند سفر کنند. سیگار کشیدن در قطار ممنوع بود به دلایل ایمنی؛ متخلفان از قطار خارج می‌شدند و نام‌هایشان به کارفرمایانشان گزارش می‌شد. همین قوانین برای کسانی که مست بودند نیز اعمال می‌شد. قطارهای مخصوص سیگار کشیدن در ۱۸۵۷ معرفی شدند. یک خط دوم موازی در تابستان ۱۸۷۶ نصب شد که ظرفیت راه‌آهن را افزایش داد. یک کارگاه تعمیر قطار در همان زمان در سنت‌پترزبورگ ساخته شد.
این راه‌آهن سودآور بود، به طوری که نسبت سود به هزینه‌ها حدود ۱٫۷ بود. این راه‌آهن توسط ۲۳۶ کارمند اداره می‌شد، که حقوق آنها حدود ۲۲٪ از درآمد شرکت را تشکیل می‌داد. خط بیشتر مسافران را جابه‌جا می‌کرد و تنها حدود ۵٪ قطارهای باری بودند. راه‌آهن در سال‌های ۱۸۹۹–۱۹۰۰ توسط راه‌آهن بزرگ‌تر مسکو-ونتسپیلس-ریبینسک جذب شد و به استاندارد گنجایش ریل روسی ۱۵۲۴ میلی‌متر تبدیل شد.

## واگن‌ها
تا سال ۱۸۳۷، راه‌آهن‌ها ۶ لوکوموتیو، ۴۴ واگن مسافری و ۱۹ واگن باری داشتند. در دهه‌های ۱۸۳۰–۱۸۴۰، هر قطار هشت واگن را با سرعت متوسط حدود ۳۰ کیلومتر در ساعت حمل می‌کرد؛ سرعت در دهه ۱۸۷۰ به حدود ۴۲ کیلومتر در ساعت افزایش یافت. لوکوموتیوهای با قدرت ۷۵ تا ۱۲۰ اسب بخار از انگلستان و بلژیک خریداری شدند. وزن آنها حدود ۱۶ تن بود و به حداکثر سرعت حدود ۶۰ کیلومتر در ساعت می‌رسیدند.
واگن‌ها دارای قاب‌های چوبی و دو جفت چرخ از جنس چدن با فولاد در اطراف لبه‌ها بودند. قسمت پایینی آنها در انگلستان ساخته شده و قسمت بالایی در بلژیک یا روسیه ساخته می‌شد. قسمت بالایی (قسمت مسافری) به قاب چوبی قسمت پایین میخ شده بود. واگن‌ها هیچ گونه گرمایشی نداشتند و قسمت بالای آنها چهار طراحی مختلف داشت. ظرفیت آنها بین ۳۰ تا ۴۲ مسافر متغیر بود.
از سال ۱۸۵۶، لوکوموتیوهای وارداتی با لوکوموتیوهای محلی که در کارخانه‌ای تحت مدیریت Maximilian de Beauharnais, 3rd Duke of Leuchtenberg تولید شده بودند، تکمیل شدند.

## میراث
راه‌آهن تسارسکویه سلو طول کوتاهی داشت، ظرفیت بسیار محدودی داشت و تقریباً هیچ ارزش صنعتی نداشت – عمدتاً برای جابه‌جایی اشراف برای گردش در تسارسکویه سلو و جشن‌ها در پاولوفسک استفاده می‌شد. با این حال، این راه‌آهن به عنوان گامی مهم در توسعه شبکه ریلی در روسیه در نظر گرفته می‌شد. به ویژه، تجربه نشان داد که معایب ۶ فوت اندازه ریل وجود دارد و شبکه‌های ریلی بعدی از اندازه ریل استاندارد ۵ فوت ریل راه‌آهن استفاده کردند. در دهه‌های ۱۸۴۰–۱۸۵۰، راه‌آهن تسارسکویه سلو به‌طور فعال برای آموزش پرسنل راه‌آهن و آزمایش‌های مختلف لوکوموتیو و راه‌آهن استفاده می‌شد.
افتتاح راه‌آهن تسارسکویه سلو در ۱۸۳۷ یک رویداد بسیار محبوب بود که در اخبار و در صنایع دستی و نمایش‌های تئاتری در روسیه منعکس شد. یک مدال مسی (با قطر ۶۰ میلیمتر یا ۲٫۳۶ اینچ) به یادبود افتتاح راه‌آهن ضرب شد. در روی مدال تصویر پتر کبیر، مینرو و نیکولای اول، همراه با متن «اولین راه‌آهن از سنت‌پترزبورگ به پاولوفسک در ۳۰ اکتبر ۱۸۳۷ افتتاح شد. نیکولای اول، پیرو پتر کبیر، راه‌آهن را به روسیه معرفی کرد» نقش بسته بود. در پشت مدال تصویر یک لوکوموتیو بخار دیده می‌شد و نوشته شده بود «مؤسسان اولین راه‌آهن کنت الکساندر بوبرینسکی، بندیکت کرامر و ای.ک. پلیت. سازنده راه‌آهن فرانز گرستنر، متولد چک و مرتبط با روس‌ها». چند صد مدال برای توزیع در هنگام افتتاح راه‌آهن ضرب شد، اما به دلایل نامعلوم نیکولای اول آن را تأیید نکرد.